# Sobra

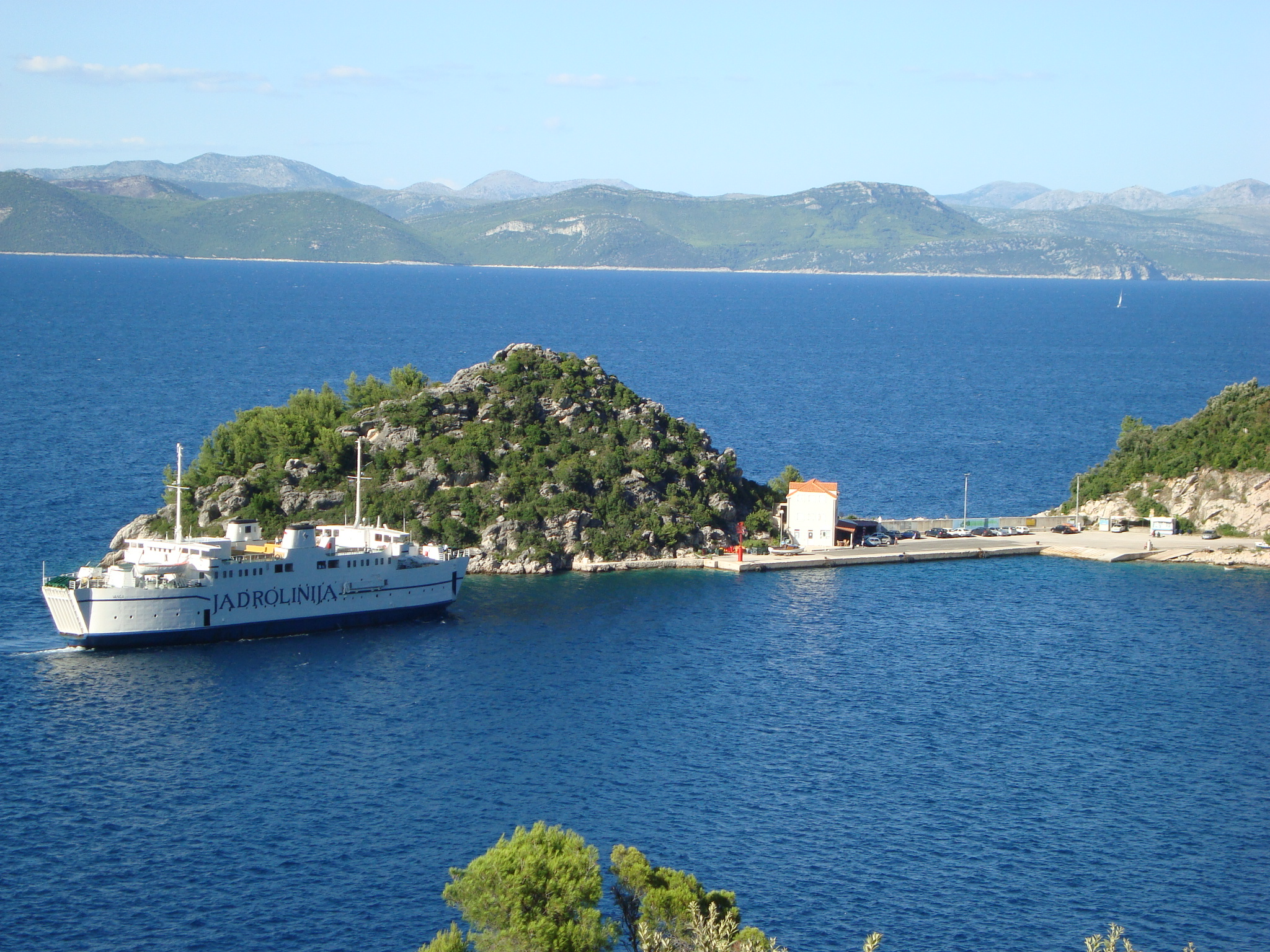
Trajektový přístav Zaglavac v Sobře

Sobra (italsky Porto Mezzo) je vesnice a přímořské letovisko v Chorvatsku v Dubrovnicko-neretvanské župě, spadající pod opčinu Mljet. Nachází se u severního pobřeží ostrova Mljet. V roce 2011 zde žilo celkem 131 obyvatel. Nachází se zde trajektový přístav Zaglavac, ze kterého jezdí trajekty do vesnice Prapratno na poloostrově Pelješac.
Vesnice je napojena na silnici D120. Sousedními vesnicemi jsou Babino Polje a Prožura.